# Бісерікань (Харгіта)
Бісерікань, Бісерікані (рум. Bisericani) — село у повіті Харгіта в Румунії. Входить до складу комуни Лупень.
Село розташоване на відстані 224 км на північ від Бухареста, 43 км на захід від М'єркуря-Чука, 133 км на схід від Клуж-Напоки, 84 км на північ від Брашова.

## Населення
За даними перепису населення 2002 року у селі проживали 698 осіб, усі — угорці. Усі жителі села рідною мовою назвали угорську.